# الجموم
الجموم (به عربی: الجموم ) یک منطقهٔ مسکونی در عربستان سعودی است که در استان مکه واقع شده‌است.